# Krajišnik (Bośnia i Hercegowina)
Krajišnik (cyr. Крајишник) – wieś w Bośni i Hercegowinie, w Republice Serbskiej, w gminie Gradiška. W 2013 roku liczyła 617 mieszkańców.